# Ухабов, Валерий Иванович
Ухабов Валерий Иванович (Род. 5 февраля 1938 года, село Боровское, Костанайская область, Казахская ССР — 12 октября 1983 года, Афганистан) — Герой Советского Союза, командир десантно-штурмовой маневренной группы (ДШМГ) 67-го Кара-Калинского пограничного отряда (войсковая часть 2047) в составе ограниченного контингента советских войск в Демократической Республике Афганистан, подполковник.

## Биография
Родился 5 февраля 1938 года в селе Боровское, ныне посёлок городского типа Боровской Кустанайской области Казахстана, в семье колхозника. Русский. Окончил 10 классов.
Призван в Вооруженные Силы СССР 31 августа 1956 года. В 1956 году из войск поступил в Алма-Атинское высшее командное пограничное училище, которое окончил в 1959 году. Позднее, в 1971 году заочно окончил также четырёхгодичные курсы иностранных языков при Туркменском государственном университете имени А. М. Горького и высшие офицерские курсы «Выстрел» в Москве.
Вся офицерская служба В. И. Ухабова проходила в Среднеазиатском (до 1963 года — Туркменском) пограничном округе. С 26 сентября 1959 года по 21 апреля 1960 года — офицер 18-го пограничного отряда. С 21 апреля 1960 года по 2 сентября 1965 года -
заместитель начальника пограничной заставы 46-го пограничного отряда. Со 2 сентября 1965 года по 13 августа 1970 года — начальник физподготовки и спорта 2-го отделения штаба 81-го пограничного отряда. С 13 августа 1970 по 16 июля 1974 года — начальник 4-й пограничной заставы 81-го пограничного отряда. С 16 июля 1974 по 4 июля 1977 года — заместитель коменданта пограничной комендатуры «Айвадж» 81-го пограничного отряда. С 4 июля 1977 по 12 сентября 1980 года — заместитель коменданта пограничной комендатуры, затем начальник 2-го отделения штаба 47-го пограничного отряда. С 1979 года — начальник 2-го отделения штаба 47-го пограничного отряда. С 10 октября 1980 по 10 июня 1981 года — временно исполняющий должность коменданта пограничной комендатуры 47-го пограничного отряда.
В Республике Афганистан с 10 июня 1981 года, боевые задачи выполнял с октября 1981 года. С 10 июня 1981 по 12 октября 1983 года — начальник штаба — заместитель начальника, затем начальник мотоманевренной группы 67-го Кара-Калинского пограничного отряда (войсковая часть 2047; Куфабское ущелье, провинция Бадахшан). Принимал непосредственное участие в разработке и проведении 35 боевых операциях в провинциях Бадахшан, Балх, Джаузджан, Фарьяб, в результате которых были разгромлены несколько крупных банд душманов, захвачено большое количество оружия и боеприпасов.
Из наградного листа о присвоении звания Герой Советского Союза:

Могила Ухабова на Кунцевском кладбище Москвы.

«С июля 1981 года воевал в Афганистане, где командовал ДШМГ 67-го Кара-Калинского пограничного отряда, базировавшейся в Куфабском ущелье. Воины-пограничники группы подполковника Ухабова неоднократно вступали в ожесточённые боевые схватки с противником, выходя из них победителями. В бою в ночь на 12 октября 1983 года с превосходящими силами душманов командир ДШМГ В. И. Ухабов погиб…»

## Герой Советского Союза
Указом Президиума Верховного Совета СССР от 10 ноября 1983 года «За мужество и героизм, проявленные при охране Государственной границы СССР, подполковнику Ухабову Валерию Ивановичу присвоено звание Героя Советского Союза (посмертно)».
Похоронен на Кунцевском кладбище в городе-герое Москве (участок 9-2).

## Награды
Подполковник (1982).
- Орден Ленина
- Медаль «Золотая Звезда» № 11497
- Орден «За службу Родине в Вооружённых Силах СССР» 3-й степени
- Медали.

В 1984 году имя Героя было присвоено средней школе в Соколовском районе Северо-Казахстанской области.